# Yeni Kərki
Yeni Kərki è un comune dell'Azerbaigian situato nel distretto di Kəngərli.